# 李俊俋
李 俊俋（り しゅんゆう、リー ジュンイー、1965年〈民国54年〉7月6日 - ）は、中華民国（台湾）の政治家。民主進歩党所属の元立法委員。

## 経歴
2012年の第8回立法委員選挙では、嘉義市選挙区から出馬し、僅か437票の僅差で当選した。
2016年の第9回立法委員選挙では国民党候補に25000票以上の大差をつけて当選した。
2019年、翌年の立法委員選挙の嘉義市選挙区の党内予備選挙で王美恵に敗れた。
2020年2月10日、総統府副秘書長に就任した。
2022年6月28日、嘉義市長選挙に民進党から立候補すると表明し、同年7月17日に総統府副秘書長を辞任したが、同年12月18日の選挙の結果、国民党の候補に敗れた。
2023年1月31日、労働部政務次長に就任した。
2023年10月1日、監察院秘書長の朱富美が司法院大法官に異動したため、監察院秘書長に就任した。

## 選挙記録
| 年度 | 選挙               | 選挙区       | 所属政党   | 得票数 | 得票率 | 当選 | 注釈 |
| ---- | ------------------ | ------------ | ---------- | ------ | ------ | ---- | ---- |
| 2012 | 第8回立法委員選挙  | 嘉義市選挙区 | 民主進歩党 | 72,343 | 48.82% |      |      |
| 2016 | 第9回立法委員選挙  | 嘉義市選挙区 | 民主進歩党 | 73,965 | 53.95% |      |      |
| 2022 | 第11回嘉義市長選挙 | 嘉義市       | 民主進歩党 | 32,790 | 34.95% |      |      |